# Syssphinx petersii
Syssphinx petersii är en fjärilsart som beskrevs av Schröder 1898/901. Syssphinx petersii ingår i släktet Syssphinx och familjen påfågelsspinnare. Inga underarter finns listade i Catalogue of Life.